# Šóken
Masako Ičidžó (一条勝子, Ičidžó Masako, 9. května 1849 – 9. dubna 1914), která v roce 1867 přijala císařské křestní jméno Haruko (美子) a byla posmrtně vyznamenána jako císařovna vdova Šóken (昭憲皇太后, Šóken-kótaigó), byla manželka císaře Meidžiho Japonského. Byla jedním ze zakladatelů japonského Červeného kříže, jehož charitativní činnost byla významná během první čínsko-japonské války.

## Mládí
Masako Ičidžó se narodila 9. května 1849 v Heian-kjó v Japonsku. Byla třetí dcerou Tadajoši Ičidžó, bývalého ministra levice a hlavy větve Ičidžó klanu Fudžiwara. Její adoptivní matkou byla jedna z dcer prince Fušimi Kuniie, ale její biologickou matkou byla Tamiko Niihata, dcera lékaře z rodiny Ičidžó. Byla očkována proti neštovicím, což bylo pro tu dobu neobvyklé. Jako dítě byla velice talentovaná: ve čtyřech letech dokázala číst poezii z Kokinšú a v pěti letech složila několik vlastních veršů waka. V sedmi letech byla schopna s určitou pomocí číst některé texty v klasické čínštině a studovala japonskou kaligrafii. Ve věku dvanácti let hrála na koto a měla ráda drama Nó. Vynikala ve studiu financí, ikebany a japonského čajového obřadu.

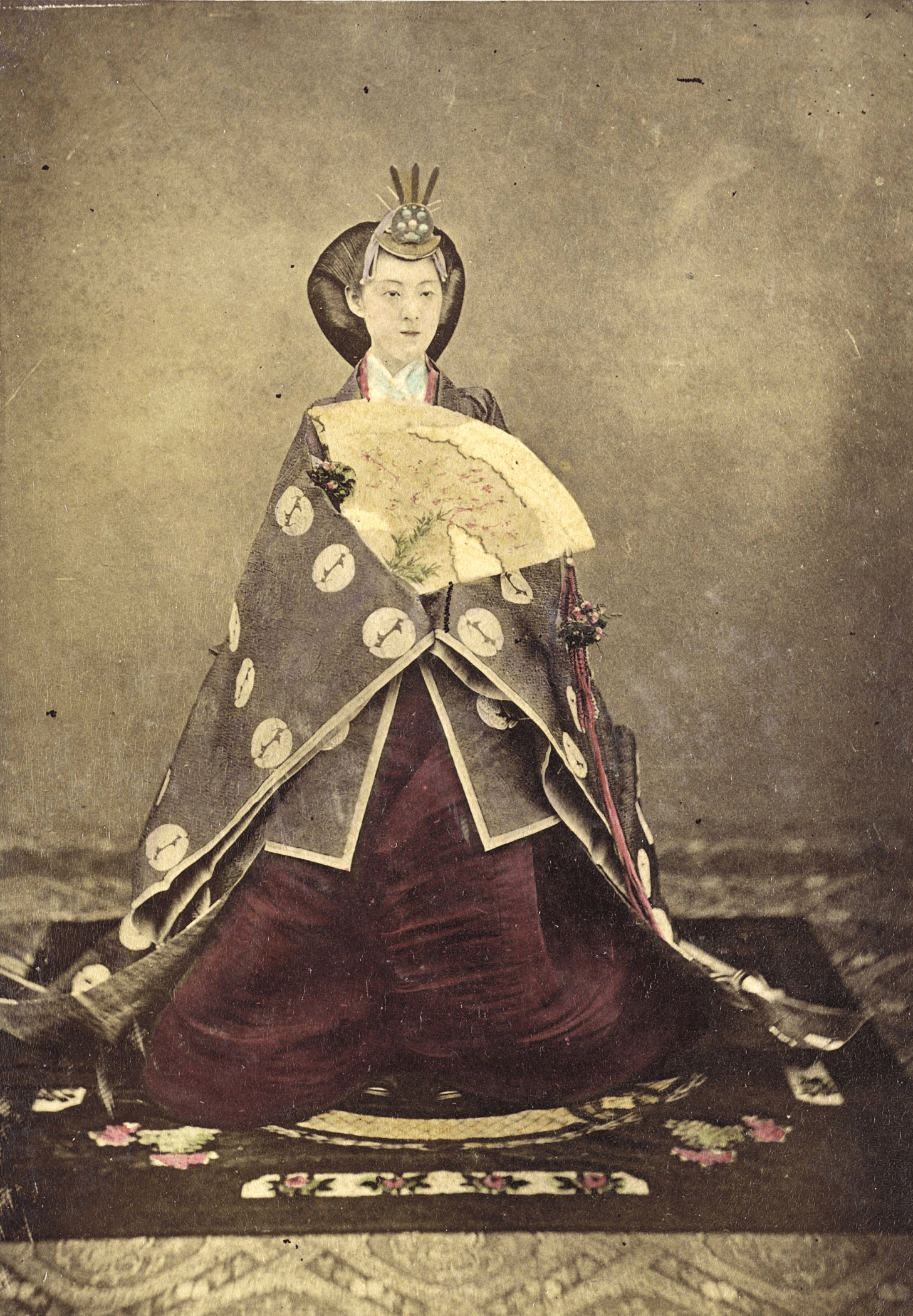
Masako v tradičním oděvu (1865)

Hlavní překážkou pro to, aby se mohla stát císařovnou, byla skutečnost, že byla o tři roky starší než císař Meidži, ale tento problém byl vyřešen změnou jejího oficiálního data narození z roku 1849 na rok 1850. Zasnoubili se 2. září 1867, kdy přijala křestní jméno Haruko, které mělo odrážet její krásu a drobnou postavu. Šógunát Tokugawa slíbil přispět na svatbu 15 000 rjó ve zlatě a přidělit jí roční příjem 500 koku, ale protože k reformám Meidži došlo ještě před svatbou, slíbené částky nebyly nikdy vyplaceny. Svatba byla zpožděna částečně kvůli obdobím smutku za císaře Kómei a jejího bratra Sanejoši a částečně kvůli politickým nepokojům v okolí Kjóta mezi lety 1867 a 1868.

## Japonská císařovna
Svatba Haruko a císaře Meidži se nakonec oficiálně konala 11. ledna 1869. Byla první císařskou chotí, která po několika stech letech získala jak titul njógó, tak kógó (doslova císařova manželka, v překladu „císařovna choť“). Brzy se však ukázalo, že nemůže počít dítě. Císař Meidži však měl již dvanáct dětí s pěti konkubínami: jak je zvykem v japonské monarchii, císařovna Haruko adoptovala Jošihita, nejstaršího syna svého manžela s Janagiharou Naruko, který se stal korunním princem. Dne 8. listopadu 1869 se císařský rod přestěhoval z Kjóta do nového hlavního města Tokia. V rozporu s tradicí císař Meidži trval na tom, aby se císařovna a vrchní dvorní dámy pravidelně účastnily vzdělávacích přednášek o národních podmínkách a vývoji v cizích zemích, které byly císaři poskytovány.

### Vliv
Dne 30. července 1886 se císařovna Haruko zúčastnila v západním oblečení slavnostního zakončení studia v Peeresses School. Dne 10. srpna císařský pár při příležitosti koncertu západní hudby poprvé přijal zahraniční hosty v západním oblečení.

Císařská rodina v roce 1900. Zleva doprava: princezna Fusako, korunní princezna Sadako, princezna Nobuko, císař Mucuhito, princezna Tošiko, císařovna Haruko, korunní princ Jošihito a princezna Masako

Od této chvíle nosil císařovnin doprovod na veřejnosti pouze oděvy západního stylu, a to do té míry, že v lednu 1887 na toto téma vydala memorandum: tradiční japonský oděv nejenže nevyhovoval modernímu životu, ale oděv západního stylu byl blíže oděvům, které nosily japonské ženy ve starověku než kimono.
Na diplomatickém poli hostila manželku bývalého prezidenta USA Ulyssese S. Granta během jeho návštěvy Japonska. Byla také přítomna setkání svého manžela s havajským králem Kalākaua v roce 1881. Později téhož roku pomohla hostit syny budoucího britského krále Eduarda VII., prince Alberta Viktora a Jiřího (budoucího Jiřího V.), kteří jí darovali pár domácích klokanů z Austrálie.

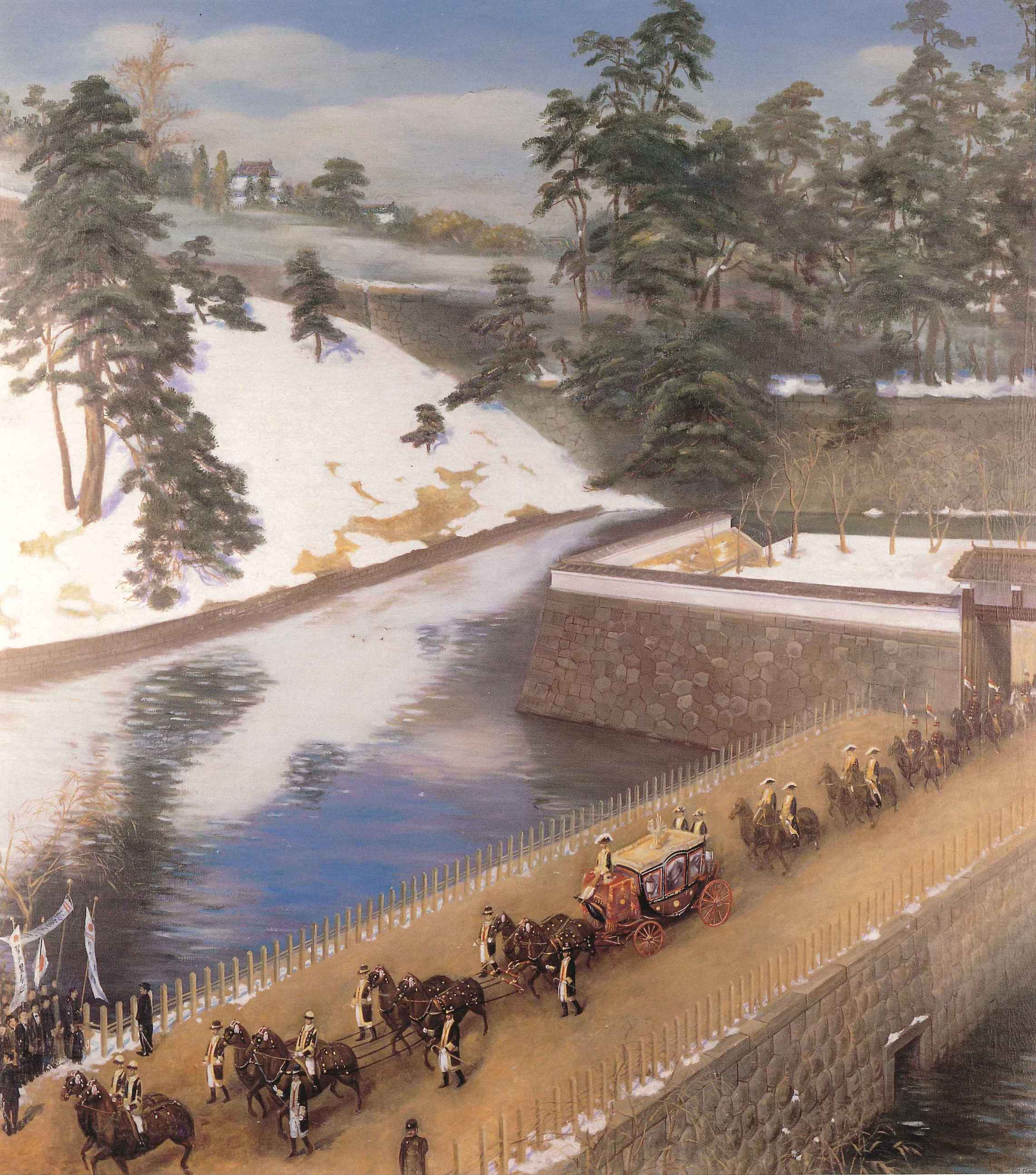
Císař a císařovna jedou koňským povozem na oslavách ústavy 11. února 1889

Dne 26. listopadu 1886 doprovázela svého manžela do Jokosuky v Kanagawě, kde pozorovala nové křižníky japonského císařského námořnictva Naniwa a Takačiho, jak odpalují torpéda a provádějí další manévry. Od roku 1887 byla často po císařově boku při oficiálních návštěvách armádních manévrů. Když císař Meidži v roce 1888 onemocněl, zaujala jeho místo při vítání vyslanců ze Siamu, vypouštění válečných lodí a návštěvě Tokijské císařské univerzity. V roce 1889 doprovázela císaře Meidžiho na jeho oficiální návštěvě v Nagoji a Kjótu. Zatímco on pokračoval v návštěvě námořních základen v Kure a Sasebo, ona odjela do Nary do hlavních šintoistických svatyní.
Císařovna Haruko, známá po celou dobu svého vládnutí svou podporou charity a vzdělávání žen během první čínsko-japonské války, založila japonský Červený kříž. Podílela se na správě organizace, zejména na jejich mírových aktivitách. Vytvořila peněžní fond pro Mezinárodní červený kříž, který byl přejmenován na „Fond císařovny Šóken“ a v současné době se používá pro mezinárodní sociální aktivity. Poté, co císař Meidži přesunul své vojenské velitelství z Tokia do Hirošimy, aby byl blíže komunikačním liniím se svými jednotkami, se k němu v březnu 1895 připojila. Když byla v Hirošimě, trvala na tom, že každý druhý den svého pobytu bude navštěvovat nemocnice plné zraněných vojáků.

## Smrt
Po smrti císaře Meidžiho v roce 1912 jí byl jejím adoptivním synem, císařem Taišó, udělen titul císařovna vdova (皇太后, Kótaigó). Zemřela v roce 1914 v Císařské vile v Numazu v Šizuoce a byla pohřbena ve východní mohyle Fušimi Momojama Rjo ve Fušimi v Kjótu, vedle svého manžela. Svatyně Meidži v Tokiu byla zasvěcena jí a jejímu zesnulému manželovi. Dne 9. května 1914 obdržela posmrtné jméno „Císařovna vdova Šóken“ (昭憲皇太后, Šóken Kótaigó). Její železniční vagón lze dnes vidět v muzeu Meidži Mura v Inujamě v prefektuře Aiči.

## Vyznamenání

### Národní
- Velkostuha Řádu drahocenné koruny, 1. listopadu 1888

### Zahraniční
Získala tyto řády a vyznamenání:
- Ruské impérium: Velkokříž Řádu sv. Kateřiny, 13. prosince 1887
- Španělsko: Dáma Řádu královny Marie Luisy, 29. listopadu 1889
- Thajsko: Dáma Řádu Mahá Čakrí, 12. října 1899
- Německá říše: Dáma Řádu Luisina, I. třídy, 19. května 1903
  -  Bavorské království: Dáma Řádu Terezy, 29. února 1904
- Korejské císařství: Velkostuha Řádu příznivého Fénixe, 27. července 1908

## Vývod z předků
Zdroj:
|       |                       |  |                       |                                  |  |  |  |  |  |  |  | Ičidžó Mičika |
|       |                       |  |                       |                                  |  |  |  |  |  |  |  |               |
|       | Ichijō Teruyoshi      |  |                       |                                  |  |  |  |  |  |  |  |               |
|       |                       |  |                       |                                  |  |  |  |  |  |  |  |               |
|       |                       |  |                       | Ikeda Šizuko                     |  |  |  |  |  |  |  |               |
|       |                       |  |                       |                                  |  |  |  |  |  |  |  |               |
|       | Tadajoši Ičidžó       |  |                       |                                  |  |  |  |  |  |  |  |               |
|       |                       |  |                       |                                  |  |  |  |  |  |  |  |               |
|       |                       |  |                       | Tokugawa Šigenori, 8. pán z Kišú |  |  |  |  |  |  |  |               |
|       |                       |  |                       |                                  |  |  |  |  |  |  |  |               |
|       | Tokugawa Acu-hime     |  |                       |                                  |  |  |  |  |  |  |  |               |
|       |                       |  |                       |                                  |  |  |  |  |  |  |  |               |
|       |                       |  |                       | Sasaki O-Fusanokata              |  |  |  |  |  |  |  |               |
|       |                       |  |                       |                                  |  |  |  |  |  |  |  |               |
|       | Tadaka Ičidžó         |  |                       |                                  |  |  |  |  |  |  |  |               |
|       |                       |  |                       |                                  |  |  |  |  |  |  |  |               |
|       |                       |  |                       | Okinori Hosokawa                 |  |  |  |  |  |  |  |               |
|       |                       |  |                       |                                  |  |  |  |  |  |  |  |               |
|       | Narišige Hosokawa     |  |                       |                                  |  |  |  |  |  |  |  |               |
|       |                       |  |                       |                                  |  |  |  |  |  |  |  |               |
|       |                       |  |                       |                                  |  |  |  |  |  |  |  |               |
|       |                       |  |                       |                                  |  |  |  |  |  |  |  |               |
|       | Tomiko Hosokawa       |  |                       |                                  |  |  |  |  |  |  |  |               |
|       |                       |  |                       |                                  |  |  |  |  |  |  |  |               |
|       |                       |  |                       |                                  |  |  |  |  |  |  |  |               |
|       |                       |  |                       |                                  |  |  |  |  |  |  |  |               |
|       | Jošizawa              |  |                       |                                  |  |  |  |  |  |  |  |               |
|       |                       |  |                       |                                  |  |  |  |  |  |  |  |               |
|       |                       |  |                       |                                  |  |  |  |  |  |  |  |               |
|       |                       |  |                       |                                  |  |  |  |  |  |  |  |               |
| Šóken |                       |  |                       |                                  |  |  |  |  |  |  |  |               |
|       |                       |  |                       |                                  |  |  |  |  |  |  |  |               |
|       |                       |  | Princ Kunijori Fušimi |                                  |  |  |  |  |  |  |  |               |
|       |                       |  |                       |                                  |  |  |  |  |  |  |  |               |
|       | Princ Sadajoši Fušimi |  |                       |                                  |  |  |  |  |  |  |  |               |
|       |                       |  |                       |                                  |  |  |  |  |  |  |  |               |
|       |                       |  |                       | Macuki                           |  |  |  |  |  |  |  |               |
|       |                       |  |                       |                                  |  |  |  |  |  |  |  |               |
|       | Princ Kuniie Fušimi   |  |                       |                                  |  |  |  |  |  |  |  |               |
|       |                       |  |                       |                                  |  |  |  |  |  |  |  |               |
|       |                       |  |                       | Terujoši Ičidžó                  |  |  |  |  |  |  |  |               |
|       |                       |  |                       |                                  |  |  |  |  |  |  |  |               |
|       | Teruko Ichidžó        |  |                       |                                  |  |  |  |  |  |  |  |               |
|       |                       |  |                       |                                  |  |  |  |  |  |  |  |               |
|       |                       |  |                       | Acu-hime Tokugawa                |  |  |  |  |  |  |  |               |
|       |                       |  |                       |                                  |  |  |  |  |  |  |  |               |
|       | Niihata Tamiko        |  |                       |                                  |  |  |  |  |  |  |  |               |
|       |                       |  |                       |                                  |  |  |  |  |  |  |  |               |
|       |                       |  |                       |                                  |  |  |  |  |  |  |  |               |
|       |                       |  |                       |                                  |  |  |  |  |  |  |  |               |
|       | Toriišodži            |  |                       |                                  |  |  |  |  |  |  |  |               |
|       |                       |  |                       |                                  |  |  |  |  |  |  |  |               |
|       |                       |  |                       |                                  |  |  |  |  |  |  |  |               |
|       |                       |  |                       |                                  |  |  |  |  |  |  |  |               |
|       | Nobuko Toriišodži     |  |                       |                                  |  |  |  |  |  |  |  |               |
|       |                       |  |                       |                                  |  |  |  |  |  |  |  |               |
|       |                       |  |                       |                                  |  |  |  |  |  |  |  |               |
|       |                       |  |                       |                                  |  |  |  |  |  |  |  |               |
|       |                       |  |                       |                                  |  |  |  |  |  |  |  |               |
|       |                       |  |                       |                                  |  |  |  |  |  |  |  |               |
|       |                       |  |                       |                                  |  |  |  |  |  |  |  |               |
|       |                       |  |                       |                                  |  |  |  |  |  |  |  |               |